# Бейсбол на летних Олимпийских играх 2020
Бейсбольный турнир на XXXII Летних Олимпийских играх прошёл с 28 июля по 7 августа 2021 года. Соревнования вернулись в программу впервые с 2008 года. В турнире приняли участие сборные Японии, Мексики, Доминиканской Республики, Израиля, Республики Корея и США.
Матч открытия турнира состоялся в Фукусиме на стадионе «Фукусима Адзума». Все остальные игры прошли в Иокогаме на бейсбольном стадионе, вмещающем 34 тысячи зрителей. Победителем турнира впервые в истории стала сборная Японии, в финале обыгравшая команду США со счётом 2:0. Третье место заняла сборная Доминиканской Республики.

## Медалисты
|         | Золото | Серебро | Бронза |
| Мужчины | Япония Коё Аояги Хидэто Асамура Сосукэ Гэнда Масатака Ёсида Сугуру Ивадзаки Хироми Ито Такуя Каи Рёсукэ Кикути Кэнсукэ Кондо Рёдзи Курибаяси Рёя Курихара Масато Морисита Мунэтака Мураками Юдаи Оно Хаято Сакамото Сэйя Судзуки Кодаи Сэнга Каима Таира Масахиро Танака Рютаро Умэно Тэцуто Ямада Ёсинобу Ямамото Ясуаки Ямасаки Юки Янагита | США Ник Аллен Эдди Альварес Шейн Баз Симеон Вудс-Ричардсон Энтони Гоуз Эдвин Джексон Брэндон Диксон Энтони Картер Тристон Касас Патрик Кивлехан Марк Колосвари Скотт Кэзмир Джек Лопес Скотт Макгоф Ник Мартинес Тайлер Остин Джо Райан Райдер Райан Дэвид Робертсон Бубба Старлинг Джейми Уэстбрук Тим Федерович Эрик Филия Тодд Фрейзер | Доминиканская Республика Дарио Альварес Габриэль Ариас Хаиро Асенсио Хосе Баутиста Рольдани Болдуин Эмилио Бонифасио Чарли Валерио Хуниор Гарсия Хейсон Гусман Хосе Диас Мелки Кабрера Луис Фелипе Кастильо Джан Мариньес Кристофер Мерседес Эрик Мехия Хоан Мьесес Густаво Нуньес Йефри Перес Деньи Рейес Хулио Родригес Рамон Россо Анхель Санчес Хуан Франсиско |

## Квалификационный турнир
Схема квалификации на Олимпийские игры была объявлена Всемирной конфедерацией бейсбола и софтбола в январе 2019 года. Первый квалификационный турнир для представителей Европы и Африки был запланирован на сентябрь 2019 года в итальянских Болонье и Парме, на нём пять лучших команд чемпионата Европы 2019 года и лучшая африканская сборная должны были разыграть одно место в финальном турнире.
Два участника финального турнира Олимпиады определялись по итогам турнира WBSC Premier-12 2019 года: одно место принадлежало лучшему представителю Азии и Океании за исключением Японии, второе — лучшей американской сборной. Исполком Всемирной конфедерации бейсбола и софтбола принял решение о переносе розыгрыша одного места на последний квалификационный турнир в случае, если ни одна сборная из Азии или Океании не попадёт в первую шестёрку по итогам Premier-12.
Квалификационный турнир для Америки с участием восьми сборных был запланирован на март 2020 года в Аризоне, путёвку на Олимпиаду получал его победитель. В нём должны были принимать участие все американские сборные, не попавшие на Олимпиаду по итогам турнира Premier-12, а также две лучшие команды по итогам Панамериканских игр 2019 года, кроме участников Premier-12. Из-за пандемии COVID-19 турнир был перенесён и состоялся во Флориде в июне 2021 года.
Заключительный отборочный турнир должен был состояться на Тайване с участием шести команд. На нём должны были разыгрываться одна или две путёвки на Олимпиаду. Участниками должны были стать вторая команда по итогам европейского отборочного турнира, команды, занявшие второе и третье места на американском отборочном турнире, две лучших команды по итогам чемпионата Азии 2019 года за исключением уже квалифицировавшихся на Олимпиаду, а также победитель квалификационного турнира в Океании. Из-за пандемии COVID-19 итоговый квалификационный турнир был перенесёны на июнь 2021 года. В июне 2021 года Тайвань отказался от участия в турнире из-за ухудшения эпидемиологической обстановки, игры были перенесены в Мексику.

### Участники финального турнира
| Команда                  | Квалифицирована как                                    | Дата квалификации |
| ------------------------ | ------------------------------------------------------ | ----------------- |
| Япония                   | Хозяйка турнира                                        | —                 |
| Израиль                  | Победитель квалификационного турнира в Европе и Африке | 22 сентября 2019  |
| Республика Корея         | По итогам турнира WBSC Premier-12                      | 15 ноября 2019    |
| Мексика                  | По итогам турнира WBSC Premier-12                      | 17 ноября 2019    |
| США                      | Победитель квалификационного турнира в Америке         | 5 июня 2021       |
| Доминиканская Республика | Победитель итогового квалификационного турнира         | 26 июня 2021      |

## Составы команд
К участию в Олимпиаде допускались игроки, которым исполнилось 18 лет на день проведения предсоревновательной организационной встречи. В состав команды входит 24 игрока и технический персонал. Общее число членов команды составляет 38 человек. Итоговые заявки команд должны были быть поданы до 5 июля 2021 года включительно. После этой даты замены в составах допускаются в случае форс-мажорных обстоятельств.

## Формат турнира
На первом этапе турнира шесть команд, разбитых на две группы, проведут турнир в один круг. В первом раунде плей-офф между собой сыграют команды, занявшие вторые и третьи места в группах. Победители групп выходят во второй раунд плей-офф. Дальнейший розыгрыш пройдёт по системе с выбыванием после двух поражений.

## Правила игры
Игры турнира проводятся по правилам Главной лиги бейсбола с использованием назначенного отбивающего. В отличие от Главной лиги бейсбола, дополнительные иннинги будут начинаться с игроками на первой и второй базах. В матчах турнира будет действовать «правило милосердия» (англ. Mercy rule): игра будет останавливаться при преимуществе одной из команд в 15 и более ранов после пяти иннингов либо преимуществе одной из команд в 10 и более ранов после семи иннингов. Данное правило не будет использоваться в матчах, определяющих призёров турнира.

## Результаты

### Групповой этап

#### Группа A
| Команды                  | W | L | RS | RA | %W    | GB  |
| ------------------------ | - | - | -- | -- | ----- | --- |
| Япония                   | 2 | 0 | 11 | 7  | 100,0 | —   |
| Доминиканская Республика | 1 | 1 | 4  | 4  | 50,0  | 1,0 |
| Мексика                  | 0 | 2 | 4  | 8  | 0,0   | 2,0 |

| Дата    | Стадион         | Команды                            | Счёт | Победивший питчер | Проигравший питчер | Сейв          | Время матча | Зрители | Ссылка |
| ------- | --------------- | ---------------------------------- | ---- | ----------------- | ------------------ | ------------- | ----------- | ------- | ------ |
| 28 июля | Фукусима Адзума | Доминиканская Республика — Япония  | 3:4  | Курибаяси (1-0)   | Асенсио (0-1)      | —             | 3:16        | 0       | [ 14 ] |
| 30 июля | Иокогама        | Мексика — Доминиканская Республика | 0:1  | Санчес (1-0)      | Станкевич (0-1)    | Кастильо (1)  | 2:49        | 0       | [ 15 ] |
| 31 июля | Иокогама        | Япония — Мексика                   | 7:4  | Морисита (1-0)    | Орамас (0-1)       | Курибаяси (1) | 3:05        | 0       | [ 16 ] |

#### Группа B
| Команды          | W | L | RS | RA | %W    | GB  |
| ---------------- | - | - | -- | -- | ----- | --- |
| США              | 2 | 0 | 12 | 3  | 100,0 | —   |
| Республика Корея | 1 | 1 | 8  | 9  | 50,0  | 1,0 |
| Израиль          | 0 | 2 | 6  | 14 | 0,0   | 2,0 |

| Дата    | Стадион  | Команды                    | Счёт     | Победивший питчер | Проигравший питчер | Сейв          | Время матча | Зрители | Ссылка |
| ------- | -------- | -------------------------- | -------- | ----------------- | ------------------ | ------------- | ----------- | ------- | ------ |
| 29 июля | Иокогама | Израиль — Республика Корея | 5:6 (10) | О Сынхван (1-0)   | Блайш (0-1)        | —             | 3:21        | 0       | [ 17 ] |
| 30 июля | Иокогама | США — Израиль              | 8:1      | Д. Райан (1-0)    | Вагман (0-1)       | —             | 2:28        | 0       | [ 18 ] |
| 31 июля | Иокогама | Республика Корея — США     | 2:4      | Мартинес (1-0)    | Ко Ёнпхё (0-1)     | Робертсон (1) | 2:40        | 0       | [ 19 ] |

### Плей-офф

#### Первый раунд
| Дата      | Стадион  | Команды                                     | Счёт | Победивший питчер | Проигравший питчер | Сейв | Время матча | Зрители | Ссылка |
| --------- | -------- | ------------------------------------------- | ---- | ----------------- | ------------------ | ---- | ----------- | ------- | ------ |
| 1 августа | Иокогама | Израиль — Мексика                           | 12:5 | Вайсс (1-0)       | Барреда (0-1)      | —    | 3:30        | 0       | [ 20 ] |
| 1 августа | Иокогама | Доминиканская Республика — Республика Корея | 3:4  | О Сынхван (2-0)   | Кастильо (0-1)     | —    | 3:10        | 0       | [ 21 ] |

#### Второй раунд
| Дата      | Стадион  | Команды                    | Счёт     | Победивший питчер | Проигравший питчер | Сейв | Время матча | Зрители | Ссылка |
| --------- | -------- | -------------------------- | -------- | ----------------- | ------------------ | ---- | ----------- | ------- | ------ |
| 2 августа | Иокогама | Израиль — Республика Корея | 1:11 (7) | Чо Санъу (1-0)    | Вагман (0-2)       | —    | 2:53        | 0       | [ 22 ] |
| 2 августа | Иокогама | США — Япония               | 6:7 (10) | Курибаяси (2-0)   | Джексон (0-1)      | —    | 3:53        | 0       | [ 23 ] |

#### Утешительный раунд
| Дата      | Стадион  | Команды                            | Счёт | Победивший питчер | Проигравший питчер | Сейв          | Время матча | Зрители | Ссылка |
| --------- | -------- | ---------------------------------- | ---- | ----------------- | ------------------ | ------------- | ----------- | ------- | ------ |
| 3 августа | Иокогама | Израиль — Доминиканская Республика | 6:7  | Кастильо (1-1)    | Вайсс (1-1)        | —             | 2:41        | 0       | [ 24 ] |
| 4 августа | Иокогама | Доминиканская Республика — США     | 1:3  | Кэзмир (1-0)      | Рейес (0-1)        | Робертсон (2) | 2:52        | 0       | [ 25 ] |

#### Полуфиналы
| Дата      | Стадион  | Команды                   | Счёт | Победивший питчер | Проигравший питчер | Сейв          | Время матча | Зрители | Ссылка |
| --------- | -------- | ------------------------- | ---- | ----------------- | ------------------ | ------------- | ----------- | ------- | ------ |
| 4 августа | Иокогама | Республика Корея — Япония | 2:5  | Ито (1-0)         | Ко Усок (0-1)      | Курибаяси (2) | 3:30        | 0       | [ 26 ] |
| 5 августа | Иокогама | Республика Корея — США    | 2:7  | Р. Райан (1-0)    | Ли Ыли (0-1)       | —             | 3:16        | 0       | [ 27 ] |

#### Матч за третье место
| Дата      | Стадион  | Команды                                     | Счёт | Победивший питчер | Проигравший питчер | Сейв     | Время матча | Зрители | Ссылка |
| --------- | -------- | ------------------------------------------- | ---- | ----------------- | ------------------ | -------- | ----------- | ------- | ------ |
| 7 августа | Иокогама | Доминиканская Республика — Республика Корея | 10:6 | Мерседес (1-0)    | О Сынхван (2-1)    | Диас (1) | 3:53        | 0       | [ 28 ] |

#### Финал
В финальном матче победу одержала сборная Японии, заработавшая очки после хоум-рана самого молодого игрока стартового состава Мунэтаки Мураками и результативной ошибки аутфилдера команды США Джека Лопеса. Стартовый питчер победителей Масато Морисита провёл на поле пять иннингов с тремя пропущенными хитами и пятью страйкаутами. Для Японии золотая медаль стала первой в истории бейсбольных турниров на Олимпийских играх.
| Дата      | Стадион  | Команды      | Счёт | Победивший питчер | Проигравший питчер | Сейв          | Время матча | Зрители | Ссылка |
| --------- | -------- | ------------ | ---- | ----------------- | ------------------ | ------------- | ----------- | ------- | ------ |
| 7 августа | Иокогама | США — Япония | 0:2  | Морисита (2-0)    | Мартинес (1-1)     | Курибаяси (3) | 3:00        | 0       | [ 30 ] |

## Выборочная статистика
Статистика приведена по данным официального сайта турнира:
| # | Игрок          | Показатель |
| - | -------------- | ---------- |
| 1 | Джоуи Менесес  | 50,0       |
| 2 | Пак Хэмин      | 44,0       |
| 3 | Тайлер Остин   | 41,7       |
| 4 | Хулио Родригес | 41,7       |
| 5 | Митч Глассер   | 41,7       |

| # | Игрок         | Показатель (сыграно иннингов) |
| - | ------------- | ----------------------------- |
| 1 | Энтони Гоуз   | 0,00 (5,1)                    |
| 2 | Хироми Ито    | 0,00 (5,0)                    |
| 2 | Скотт Кэзмир  | 0,00 (5,0)                    |
| 2 | Райдер Райан  | 0,00 (5,0)                    |
| 2 | Анхель Санчес | 0,00 (5,0)                    |

| # | Игрок           | Показатель |
| - | --------------- | ---------- |
| 1 | Дэнни Валенсия  | 3          |
| 2 | Тристон Касас   | 3          |
| 3 | Ким Хёнсу       | 3          |
| 4 | Хоан Мьесес     | 2          |
| 5 | Райан Лаварнуэй | 2          |

| # | Игрок              | Показатель (сыграно иннингов) |
| - | ------------------ | ----------------------------- |
| 1 | Ли Ыли             | 18 (10,0)                     |
| 2 | Ёсинобу Ямамото    | 18 (11,1)                     |
| 3 | Ник Мартинес       | 16 (11,0)                     |
| 4 | Ко Ёнпхё           | 13 (9,2)                      |
| 5 | Кристофер Мерседес | 12 (14,0)                     |

| # | Игрок          | Показатель |
| - | -------------- | ---------- |
| 1 | Тристон Касас  | 8          |
| 2 | Дэнни Валенсия | 7          |
| 3 | Тэцуто Ямада   | 7          |
| 4 | Тайлер Остин   | 7          |
| 5 | Ким Хёнсу      | 7          |

| # | Игрок              | Показатель  |
| - | ------------------ | ----------- |
| 1 | Масато Морисита    | 100 % (2-0) |
| 2 | Рёдзи Курибаяси    | 100 % (2-0) |
| 3 | Кристофер Мерседес | 100 % (1-0) |
| 4 | Джо Райан          | 100 % (1-0) |
| 5 | Чо Санъу           | 100 % (1-0) |

## Итоговое положение
| Место | Команда                  |
| ----- | ------------------------ |
|       | Япония                   |
|       | США                      |
|       | Доминиканская Республика |
| 4     | Республика Корея         |
| 5     | Израиль                  |
| 6     | Мексика                  |